# Le Joueur secret
Le Joueur secret est un tableau réalisé par le peintre belge René Magritte en 1927. Cette huile sur toile surréaliste représente principalement deux joueurs de baseball au pied de quilles géantes et sous une tortue luth noire flottant dans l'air. Partie des collections des musées royaux des Beaux-Arts de Belgique, elle est conservée au musée Magritte, à Bruxelles.